# Мастърбой
Masterboy е немска евроденс група, създадена през 1990 г. от диско-водещите Томи Шлех и Енрико Заблер. Нейни вокалисти в периода от 1992 до 2000 г. са певиците Трикси Делгадо (Беатриче Обрехт), Линда Роко и Анабел Кей (Анабел Кришак). Едни от популярните хитове на Masterboy са „Everybody Needs Somebody“ („Всеки има нужда от някого“), „Feel The Heat of The Night“ („Почувствай жегата на нощта“) и благотворителния сингъл „Love Message“ („Любовно послание“), в който участват групи като E-Rotic, Scooter, Fun Factory и др.
На 7 юни 2014 г. посещават за пръв път България като участници в третото издание на I Love The 90's.

## Дискография

### Албуми
- „Masterboy Family“ – 1991 г.

- „Feeling Alright“ – 1993 г.

- „Different Dreams“ – 1994 г.

- „Generation of Love“ – 1995 г.

- „Colours“ – 1996 г.

- „Best of Masterboy“ – 2000 г.

### Сингли
- „Dance to The Beat“ – 1990 г.

- „Shake It Up And Dance“ – 1991 г.

- „I Need Your Love“ – 1991 г.

- „Cause We Do It Again“ – 1991 г.

- „Keep On Movin' “ – 1992 г.

- „Ride Like The Wind“ – 2001 г.

- „O-Oh Noche Del Amor“ – 1992 г.

- „Fall in Trance“ – 1993 г.

- „Everybody Needs Somebody“ – 1993 г.

- „I Got to Give It Up“ – 1994 г.

- „Feel The Heat of The Night“ – 1994 г.

- „Is This The Love“ – 1994 г.

- „Different Dreams“ – 1995 г.

- „Megamix“ – 1995 г.

- „Generation of Love“ – 1995 г.

- „Anybody (Movin' On)“ – 1995 г.

- „Land of Dreaming“ – 1996 г.

- „I Need A Lover Tonight“ – 2002 г.

- „Feel The Heat of The Night 2003“ – 2003 г.

- „Mister Feeling“ – 1996 г.

- „Children of The Night“ – 1996 г.

- „Show Me Colours“ – 1996 г.

- „Just for You“ – 1997 г.

- „La Ola Hand in Hand“ – 1997 г.

- „Dancing Forever“ – 1998 г.

- „Porque Te Vas“ – 1999 г.

- „I Like to Like It“ – 2000 г.

- „Feel The Heat 2000“ – 2000 г.